# Генрих де Гиз, герцог Майеннский
Генрих Лотарингский (фр. Henri de Mayenne, Henri de Lorraine, 20 декабря 1578, Дижон — 20 сентября 1621, Монтобан) — 1-й герцог Эгийонский (1599-1621), 2-й герцог Майеннский (1611—1621), старший сын Шарля Лотарингского (1554—1611), 1-го герцога Майеннского (1573—1611), и Генриетты Савойской (1541/1542 — 1611), маркизы де Виллар. Представитель лотарингской династии Гизов. Пэр Франции.

## Биография
В 1596 — 1621 годах — великий камергер Франции. В 1599 году Генрих Лотарингский получил титул герцога Эгильонского, который носил до своей смерти в 1621 году.
17 октября 1610 года Генрих Лотарингский присутствовал на коронации французского короля Людовика XIII, старшего сына Генриха IV де Бурбона и Марии Медичи.
В октябре 1611 года после смерти своего отца Шарля Лотарингского, герцога де Майенна, 32-летний Генрих Лотарингский стал вторым герцогом де Майенн. Кроме того, носил титулы маркиза де Вийяра, графа де Мэн и де Танд.
В сентябре 1621 года 42-летний герцог Генрих де Майенн погиб во время осады королевской армией гугенотской крепости Монтобана.

## Семья
В феврале 1599 года в Суассоне Генрих де Майенн женился на Генриетте Неверской (03.09.1571 — 03.08.1601), дочери Людовика де Гонзаго, (1539—1595), герцога Неверского (1565—1595), и Генриетты Клевской (1542—1601). Детей не имели.
После гибели бездетного герцога Генриха Майеннского титул герцога де Майенн унаследовал его племянник Карл II Гонзага (1609—1631), 3-й герцог Майеннский (1621—1631), второй сын Карла I Гонзаго (1580—1637), герцога Неверского и Ретельского (1595—1637), герцога Мантуи и маркиза Монферрата (1627—1637), от брака с Екатериной де Майенн (1585—1618).